# Antonij (Čeremisov)
Antonij (světským jménem: Ivan Ivanovič Čeremisov; * 17. listopadu 1939, Těrnovka) je kněz ruské pravoslavné církve, biskup a emeritní metropolita orelský a bolchovský.

## Život
Narodil se 17. listopadu 1939 ve stanici Těrnovka ve Voroněžské oblasti. Roku 1946 se spolu s rodiči přestěhoval do Vilniusu, kde vystudoval střední školu a hudební školu. Sloužil jako oltářník (pomocník u oltáře) a zpíval na klirosu v chrámu svatého Ducha. Roku 1957 nastoupil na studia Minského duchovního semináře a v letech 1965–1968 studoval v Moskevském duchovním semináři. Následně pokračoval ve studiu na Moskevské duchovní akademii, kde roku 1975 získal titul kandidáta bohosloví.
Dne 7. dubna 1971 byl postřižen na monacha se jménem Antonij a 14. dubna byl rukopoložen na jerodiákona. Dne 4. listopadu 1972 byl rukopoložen na jeromonacha.
V letech 1975–1979 byl blagočinným monastýru svatého Ducha ve Vilniusu. Roku 1979 byl povýšen na igumena a také se stal představeným soboru Zvěstování Přesvaté Bohorodice v Kaunasu; tuto funkci vykonával do roku 1982. V letech 1982–1985 byl zástupcem představeného Patriarchálního podvorje (zastupitelstvo) v japonském Tokiu.
Roku 1986 se stal blagočinným Danilovského monastýru v Moskvě. Dne 24. března 1987 byl metropolitou chersonským Sergijem (Petrovem) povýšen na archimandritu a 10. dubna 1989 byl Svatým synodem zvolen biskupem vilniuským a litevským. 22. dubna 1989 proběhla v Danilovském monastýru jeho biskupská chirotonie. Světiteli byli metropolita krutický a kolomenský Juvenalij (Pojarkov), metropolita volokolamský a jurjevský Pitirim (Něčajev), arcibiskup tulský a beljovský Maxim (Krocha), arcibiskup vladimirský a suzdalský Valentin (Miščuk), arcibiskup zarajský Alexij (Kutěpov) a biskup možajský Grigorij (Čirkov).
25. ledna 1990 byl převeden na tobolskou biskupskou katedru a 20. července byl ustanoven biskupem krasnojarským a jenisejským. 19. února 1999 byl povýšen na arcibiskupa a od 17. července do 29. prosince 1999 byl dočasným administrátorem abakanské eparchie. Rozhodnutím Svatého synodu z 30. května 2011 byl v souvislosti se zřízením nové jenisejské eparchie jeho titul změněn na arcibiskup krasnojarský a ačinský; dne 5. října 2011 byl ustanoven arcibiskupem orelským a livenským.
25. července 2014 byla Svatým synodem zřízena metropole orelská a jeho titul byl změněn na orelský a bolchovský. Dne 28. srpna 2014 byl v soboru Zesnutí přesvaté Bohorodice v Moskevském Kremlu povýšen na metropolitu. Dne 26. února 2019 byl rozhodnutím Svatého synodu na vlastní žádost poslán do důchodu. Jako místo pobytu v důchodu bylo vybráno město Orel.

## Vyznamenání

### Světské vyznamenání
- 1999 – Čestný občan Krasnojarsku
- 2006 – Zlatý řád Mecenáš století
- 2007 – Řád mírotvůrce Mezinárodní veřejné charitativní nadace "Souhvězdí"
- 2008 – Medaile Federální služby státní statistiky
- 2010 – Řád Za zásluhy o vlast IV. stupně
- 2018 – Čestný odznak Řadu velkokněžny přepodobnomučednice Jelizaveta Fjodorovny (Imperiální pravoslavná palestinská společnost)
- 2019 – Řád Za zásluhy o vlast III. stupně
- Řád přátelství
- Řád cti
- Řád Alexandra Něvského II. stupně
- Řád Za víru, vůli a vlast
- Řád Za službu Kozákům
- Medaile k 10. výročí obrody Jenisejského kozáckého vojska 1991–2001
- Řád Za zásluhy o Kozáky
- Medaile "Ataman Platov"
- Řád Za obětavou službu
- Ukrajinský nejvyšší kozačky řád "Budu oslavovat a ctít svůj lid"
- Medaile "Georgij Žukov"
- Medaile "N.G. Kuzněcov"
- Medaile k 300. letům ruského námořnictva
- Medaile "Čest, flotila, vlast"
- Medaile "Carevič Georgij"
- Medaile Ministerstva spravedlnosti Ruska

### Církevní vyznamenání
- 1989 – Řád přepodobného Sergija Radoněžského II. stupně
- 1999 – Řád svatého blahověrného knížete Daniela Moskevského II. stupně
- 2004 – Řád svatého Innokentije II. stupně
- 2007 – Řád přepodobného Serafima Sarovského II. stupně
- 2009 – Řád svatého Alexije Moskevského II. stupně
- 2014 – Řád přepodobného Serafima Sarovského I. stupně
- Kříž a medaile svatého apoštola Jana Theologa (Řecká pravoslavná církev)